# Ferrières-les-Bois
Ferrières-les-Bois är en kommun i departementet Doubs i regionen Bourgogne-Franche-Comté i östra Frankrike. Kommunen ligger i kantonen Audeux som tillhör arrondissementet Besançon. År 2022 hade Ferrières-les-Bois 326 invånare.

## Befolkningsutveckling
Antalet invånare i kommunen Ferrières-les-Bois
Referens:INSEE